# رومانوس الأول

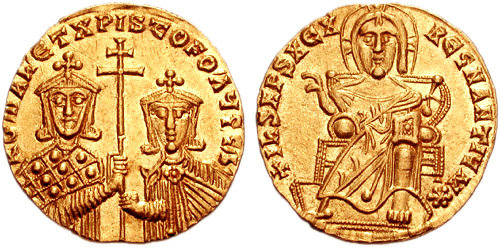
عملة ذهبية عليها رومانوس الأول مع ابنه كريستوفر ليكابينوس

رومانوس الأول ليكابينوس (870م تقريبًا – 15 يونيو 948م) هو إمبراطور بيزنطة كان أرمنيًا وأصبح قائدًا للبحرية البيزنطية وحكم كإمبراطور بيزنطي من 920 حتى تنحيته في 16 ديسمبر 944.

## حياته
وُلِد رومانوس ليكابينوس في لاكابي (لاحقًا لاكابين) وهي منطقة تقع بين مدينتي ملطية وسامسات .كان ابن فلاح أرمني اسمه ثيوفيلاكت الذي عمل سابقا كجندي وقام بانقاذ الأمبراطور باسل الأول من العدو في معركة وقعت في ديوريغي وكافأه الإمبراطور بتعيينه في منصب في في الحرس الإمبراطوري. 
على الرغم من أنه لم يتلق أي تعليم (وتعرض لسوء المعاملة فيما بعد من قبل صهره قسطنطين السابع) ، ترقى رومانوس من رتبة لأعلى في الجيش في عهد الإمبراطور ليو السادس الحكيم. في عام 911 كان القائد العام للقوات البحرية في ساموس (وهي مقاطعة عسكرية-مدنية بيزنطية ، تقع في شرق بحر إيجة) وعمل لاحقًا كأميرال للأسطول . كان من المفترض أن يشارك في الحروب البيزنطية ضد بلغاريا على نهر الدانوب عام 917 بحكم رتبته العسكرية، لكنه لم يكن قادرًا على تنفيذ مهمته. في أعقاب الهزيمة البيزنطية الكارثية في معركة أخيلوس عام 917 على يد البلغار ، أبحر رومانوس إلى القسطنطينية ، حيث تغلب تدريجياً على الوصاية الفاسدة لحكم الإمبراطورة زوي كربوسينا والجنرال البيزنطي المؤيد لها ليون فوقاس الأكبر. 

## عائلته
تزوج من ثيودورا (توفيت عام 922) ، أنجب رومانوس ستة أطفال ، من بينهم:
- كريستوفر ليكابينوس: حكم من 921 إلى 931 ، كان متزوجًا من أوغستا صوفيا وهو والد ماريا (أعيدت تسميتها إلى إيرين) ، التي تزوجت إمبراطور بلغاريا بيتر الأول ؛ قد يكون ابن كريستوفر «مايكل ليكابينوس» قد تم اشراكه في الحكم من قبل جده.

- أسطفان ليكابينوس: حكم من 924 إلى 945 ، توفي عام967.

- قسطنطين ليكابينوس : حكم من 924 إلى 945 ، توفي عام 946.

- ثيوفيلاكتوس ليكابينوس: بطريرك القسطنطينية من 933 إلى 956.

- هيلينا ليكابينا: تزوجت الإمبراطور قسطنطين السابع.

- أجاثا ليكابيني : تزوجت رومانوس أرجيروس ؛ حفيدها كان الإمبراطور رومانوس الثالث.

كان لرومانوس أيضًا ابن غير شرعي ، اسمه باسيل ، كان يعمل في القصر خلال الفترة 976-985.